# Liste der Bodendenkmale in Amelinghausen
In der Liste der Bodendenkmale in Amelinghausen sind alle Bodendenkmale der niedersächsischen Gemeinde Amelinghausen aufgelistet. Die Quelle ist der Denkmalatlas Niedersachsen. Der Stand der Liste ist der 27. September 2024.
In den Spalten finden sich folgende Informationen des Bodendenkmales :
- Lage        : geographische Koordinaten
- Bezeichnung : Bezeichnung lt. Denkmalatlas
- Beschreibung: Beschreibung lt. Denkmalatlas
- ID          : Objekt-ID
- Bild        : Bild, ggf. zusätzlich mit Link zu weiteren Fotos im Medienarchiv Wikimedia Commons.

## Amelinghausen
| Lage                        | Bezeichnung                       | Beschreibung | ID       | Bild |
| --------------------------- | --------------------------------- | --- | -------- | ---- |
| 53° 7′ 15″ N, 10° 14′ 15″ O | Amelinghausen 2, Grabhügel        | Rund, Dm. ca. 12 m; H. 0,8 m. Rand auslaufend. Über den Hügel führt eine alte Fahrspur in Richtung Nord-Süd. Im Zentrum eine Eingrabung, außerhalb liegen herausgeworfene bis zu doppeltkopfgroße Felssteine. Mit der Sonde sind weitere Steine fühlbar. Im Osten angegraben, in der Mulde ist Schutt (Lesesteine, Kompost) abgelagert. | 28933667 | BW   |
| 53° 6′ 52″ N, 10° 14′ 32″ O | Amelinghausen 4, Großsteingrab    | Südlich des Waldweges von Amelinghausen nach Tellmer in einer Wegegablung ein Großsteingrab der Trichterbecherkultur. Das jungsteinzeitliche Grab liegt in leichter O-Hanglage und ist annähernd vollständig zerstört. Es ist lediglich eine flache, runde Hügelschüttung mit einem Dm. von etwa 10 m erhalten. Die Grabkammer war ungefähr O-W orientiert, was heute noch zwei Kammersteine belegen. Das Grab trägt die Sprockhoff-Nummer 689.                                                                          | 28933671 | BW   |
| 53° 6′ 49″ N, 10° 14′ 35″ O | Amelinghausen 6, Großsteingrab    | Großsteingrab in einem ehemals fastrundem Erdhügel. Der Dm. beträgt in O-W-Richtung 16,5 m, in N-S-Richtung 13 m. Heute ist nur noch ein nach W offener, U-förmiger Wall erhalten. Am O- und am W-Ende liegen im Innern Reste gesprengter Kammersteine. Auf dem „Wall“ und innerhalb viele etwa kopfgroße Granitsteine, z.T. von plattiger Form. Ca. 20 m WNW vier weitere große Findlinge. | 28933675 | BW   |
| 53° 8′ 37″ N, 10° 12′ 59″ O | Amelinghausen 11, Grabhügel       | Rund, Dm. 14 m; H. 1,3 m. Zentrale Eingrabung (4,5 × 3 m). Rand abgesetzt. Vereinzelt kleine Granitsteine. | 28931938 | BW   |
| 53° 8′ 13″ N, 10° 14′ 2″ O  | Amelinghausen 12, Grabhügel       | Rund, Dm. 19 m und H. 1,8 m. Hügelzentrum von flacher Mulde (Eingrabung ?) gestört. Rand abgesetzt und am nördlichen Rand ein Parzellengraben. | 28931942 | BW   |
| 53° 8′ 12″ N, 10° 14′ 4″ O  | Amelinghausen 13, Grabhügel       | Oval, Nordwest-Südost orientiert, L. 9 m; Br. 6,5 m; H. 0,3 m. Rand auslaufend. | 28931944 | BW   |
| 53° 8′ 39″ N, 10° 13′ 25″ O | Amelinghausen 28, Grabhügel       | Fast rund, Dm. 15 m; H. 1,2 m. Rand abgesetzt und Kuppe abgeflacht. Von flachen Pflanzfurchen überzogen. | 28932071 | BW   |
| 53° 8′ 11″ N, 10° 14′ 2″ O  | Amelinghausen 35, Großsteingrab   | Oval NO-SW orientiert, 26 m L. und 18 m Br. sowie 0,3 – 1,3 m H. erhalten. Auf dem Hügel drei Findlinge von 1,45 × 0,8 m (wahrscheinlich ein Deckstein) und 0,9 × 0,7 m sowie von 0,85 × 0,45 m Größe. Eine Untersuchung im Jahr 1949 ergab, dass die Grabanlage eine Grabkammer von 3 m L. und 1,5 Br. besaß. Die Traufspuren deuten auf ehemals zwei Decksteine. Zusätzlich war die Grabkammer von einem Steinkranz umgeben. Der Boden und der Bereich zwischen Kammer und Steinkranz waren mit Rollsteinen abgedeckt. | 28932085 | BW   |
| 53° 8′ 5″ N, 10° 14′ 41″ O  | Amelinghausen 36, Großsteingrab   | Oval, OSO-WNW orientiert, Dm. 12 × 6 m; H. 0,5 m. Ein Träger der N-Längsseite sowie ein Eingangsstein (?) im SSW sind wahrscheinlich noch in situ erhalten. Weitere große Granitblöcke verstreut auf dem Hügel. In der im N angrenzenden Parzelle drei größere Granitsteine. Möglicherweise gehören auch sie zu diesem Grab. | 28932089 | BW   |
| 53° 8′ 4″ N, 10° 14′ 42″ O  | Amelinghausen 37, Großsteingrab   | Länglich-ovaler, annähernd O-W orientierter Kernhügel, L. 11 m erhalten. Gesamtlänge 23 m. 1,1 m hoch erhalten. Ca. 6 m S des Hügels ein großer Granitstein. Ferner im SO und O am Waldrand zahlreiche größere Granitsteine, die möglicherweise von diesem Steingrab stammen. | 28932091 | BW   |
| 53° 8′ 5″ N, 10° 16′ 9″ O   | Amelinghausen 39, Großsteingrab   | Oval, Ost-West orientiert, L. 34 m; Br. 13 m; H. ca. 0,9 m. Im West-Bereich eine große Eingrabung mit Resten einer Steinkammer, die sich zum Teil noch in situ befindet. Im Ost-Bereich eine große Eingrabung mit zwei sichtbaren Findlingen, weitere Steine mit Sonde ertastbar. Im mittleren Bereich ist wohl ein Deckstein vorhanden. Die Reste einer Einfassung aus kleinen Findlingen sind sichtbar und ertastbar.                                                                                                  | 28932186 | BW   |
| 53° 8′ 39″ N, 10° 13′ 28″ O | Amelinghausen 45, Grabhügel       | Fast rund, Dm. 15,5 m und erhaltene Höhe 0,75 m. Kuppe abgeflacht und Rand abgesetzt. Durch Tierbaue und flachen Pflanzfurchen gestört. Von einer O-W orientierten Fahrspur überzogen. | 28932198 | BW   |
| 53° 8′ 23″ N, 10° 14′ 30″ O | Amelinghausen 50, Schafstall      | Relikte eines Schafstalles und Einfriedungen für die Tiere. Im Gelände sind zwei in einem Abstand von ca. 10 m nebeneinanderliegende, abgerundete rechteckige Umwallungen von jeweils 70 m L. und 35 bzw. 20 m Br. erhalten. Sie sind NNW-SSO orientiert. Außen sind den Wällen Gräben vorgelagert. Wallbr. bis 3,5 m, die H. bis 0,7 m. Grabenbr. bis 0,8 m, T. bis 0,25 m. Am O-Rand der westl. Umwallung zwei Reihen von Granitsteinen, die ONO-WSW orientiert sind und eine L. von jeweils ca. 10 m besitzen.        | 28931533 | BW   |
| 53° 7′ 28″ N, 10° 13′ 55″ O | Amelinghausen 56, Immenwall/-zaun | Annähernd rundes Gehege mit mehreren konzentrisch angeordneten Wällen und vorgelagerten Gräben. Dm. 40 m, schwach trapezförmiges Wallprofil, Wall-Br. bis zu 3 m am Fuß und an Wallkrone bis zu 1,3 m. H. bis 0,5 m und der Graben ist bis zu 1,3 m breit. Sohlen-Br. bis 0,7 m und noch bis 0,2 m tief. Im N-Bereich sind einige Walldurchbrüche und Einsenkungen. | 35098009 | BW   |
| 53° 7′ 28″ N, 10° 13′ 57″ O | Amelinghausen 57, Grabhügel       | Rund, Dm. 9 m, H. 0,8 m. Rand abgesetzt. | 35098079 | BW   |
| 53° 7′ 29″ N, 10° 13′ 59″ O | Amelinghausen 58, Grabhügel       | Rund, Dm. 11 m, H. 0,5 m. Rand schwach abgesetzt, Kuppe abgeflacht und am nördlichen und südsüdwestlichen Hügelfuß alte Angrabungen. Kopfgroßer Granitstein am Nord-Rand und südöstlich der Mitte. | 35098125 | BW   |
| 53° 7′ 30″ N, 10° 13′ 54″ O | Amelinghausen 59, Grabhügel       | Oval (L. 9,5 m, Br. 7 m, H. 0,8 m). Ränder laufen aus. Am östlichen und nördlichen Rand je ein Granitstein. Am östlichen Hügelfuß verläuft in N-S-Richtung Parzellengraben. | 35098153 | BW   |

### Amelinghausen 8
- ID:28933677
- Nördlich von Sottorf liegt an einem leichten NO-Hang oberhalb der Lopau-Niederung ein Grabhügelfeld, das ehemals rund sieben Hügel umfasste. Heute sind noch zwei Grabhügel (FStNr. 8 und 9) im Gelände sichtbar.

| Lage                       | Bezeichnung     | Beschreibung | ID       | Bild |
| -------------------------- | --------------- | --- | -------- | ---- |
| 53° 8′ 26″ N, 10° 13′ 0″ O | Amelinghausen 8 | Rund, Dm. 9 m und H. 0,6 m. Durch Tierbaue gestört. Am N-Rand einige kopfgroße und wenige größere Granitsteine. Am S-Rand des Hügelfußes eine Mulde.                        | 28933679 | BW   |
| 53° 8′ 25″ N, 10° 13′ 1″ O | Amelinghausen 9 | An angegebener Stelle ein Lesesteinhaufen, der möglicherweise auf dem sehr flachen Grabhügel abgelagert ist. Der Dm. u. die H. sind beim derzeitigen Zustand nicht messbar. | 28933681 | BW   |

### Amelinghausen 14
- ID:28931962
- Südöstlich, oberhalb der Luhe-Niederung liegen insgesamt neun Hügel, von denen zwei durch Sandabbau und den Bau des Klärwerkes zerstört wurden. Die Hügeldurchmesser liegen zwischen 8 und 21 m und die H. beträgt 0,2 – 2,2 m. Zwei Grabhügel (FStNr. 14 und 15) wurden im Jahr 1981 durch eine Ausgrabung untersucht. Mehrperiodig (Jungsteinzeit, mittlere und jüngere Bronzezeit).

| Lage                        | Bezeichnung      | Beschreibung | ID       | Bild |
| --------------------------- | ---------------- | --- | -------- | ---- |
| 53° 8′ 30″ N, 10° 12′ 50″ O | Amelinghausen 21 | Rund, Dm. 8 m; H. 0,6 m. Einige Mulden. Im Südwest-Bereich ein Granitstein. Ränder angeschnitten.                                                                            | 28931964 | BW   |
| 53° 8′ 32″ N, 10° 12′ 48″ O | Amelinghausen 22 | Ehemals rund, Im Südwesten zu einem Drittel von Kiesgrube angeschnitten. Daher heute oval. Südwest-Nordost 11 m, Nordwest-Südost 14,5 m. H. 1,7 m. Eine zentrale Eingrabung. | 28931966 | BW   |
| 53° 8′ 30″ N, 10° 12′ 49″ O | Amelinghausen 23 | Rund, Dm. 9 m; H. 0,9 m. Kuppe abgeflacht und Ränder angeschnitten. Im Süd-Bereich zwei Granitsteine.                                                                        | 28932061 | BW   |
| 53° 8′ 31″ N, 10° 12′ 49″ O | Amelinghausen 24 | Rund, Dm. 11 m; H. 1 m. Rand abgesetzt, zentral eine Eingrabung. | 28932063 | BW   |
| 53° 8′ 31″ N, 10° 12′ 50″ O | Amelinghausen 25 | Nur noch als schwache Erhebung sichtbar. Die Maße waren nicht feststellbar.                                                                                                  | 28932065 | BW   |
| 53° 8′ 33″ N, 10° 12′ 51″ O | Amelinghausen 26 | Rund, Dm. 16 m; H. 1,9 m. Rand abgesetzt. Eine große Eingrabung östlich der Mitte.                                                                                           | 28932067 | BW   |
| 53° 8′ 33″ N, 10° 12′ 48″ O | Amelinghausen 44 | Rund, durch alte Abtragungen etwas unregelmäßig. Dm. etwa 9 m und ca. 1 m hoch erhalten. Einige kopfgroße Feldsteine.                                                        | 28932196 | BW   |

### Amelinghausen 16
- ID:28931950
- Auf einem nach S-W sanft auslaufenden Höhenrücken (Ausläufer des Kronsberges) sind zwei runde, zwei ovale und zwei annähernd runde Grabhügel. Dm. 10 – 18; H. 0,3 – 1,4 m.

| Lage                        | Bezeichnung      | Beschreibung | ID       | Bild |
| --------------------------- | ---------------- | --- | -------- | ---- |
| 53° 8′ 32″ N, 10° 13′ 57″ O | Amelinghausen 16 | Oval, Nord-Süd orientiert, L. 16 m; Br. 13 m; H. 1,4 m. Rand abgesetzt. Ost-Rand durch Weg angeschnitten. Zentral eine große Eingrabung (Dm. 3,5 m; T. 0,8 m). Im nordwestlichen Randbereich eine Mulde.       | 28931952 | BW   |
| 53° 8′ 33″ N, 10° 13′ 54″ O | Amelinghausen 17 | Rund, Dm. 16 m; H. 0,7 m. Eine sehr große Eingrabung in der Hügelmitte (Stellungsbau) mit Laufgraben nach Osten. Mehrere große Steine im Aushub und im Randbereich.                                            | 28931954 | BW   |
| 53° 8′ 32″ N, 10° 14′ 0″ O  | Amelinghausen 18 | Rund, 12 m Dm. und 0,6 m H. Rand läuft aus. | 28931956 | BW   |
| 53° 8′ 34″ N, 10° 14′ 1″ O  | Amelinghausen 19 | Rund, Dm. 10 m; H. 0,6 m. Eine flache Eintiefung im Ost-Bereich. Von Pflanzfurchen überzogen. Rand ist auslaufend.                                                                                             | 28931958 | BW   |
| 53° 8′ 35″ N, 10° 14′ 2″ O  | Amelinghausen 20 | Oval, Nord-Süd orientiert, L. 14 m; Br. 11 m; H. 0,3 m. Rand auslaufend und Kuppe abgeflacht. Im Ost-Bereich Granitsteine abgelagert, weitere auf der Hügeloberfläche verstreut. Von Pflanzfurchen durchzogen. | 28931960 | BW   |
| 53° 8′ 31″ N, 10° 13′ 51″ O | Amelinghausen 40 | Annähernd rund, Dm. 18 m und H. 1,8 m. Rand abgesetzt. Im N-Bereich ein O-W orientierter, flacher Graben. Oberfläche durch einige Mulden gestört. Am S-Rand zwei Granitsteine.                                 | 28932188 | BW   |

## Etzen
| Lage                        | Bezeichnung         | Beschreibung | ID       | Bild |
| --------------------------- | ------------------- | --- | -------- | ---- |
| 53° 7′ 25″ N, 10° 8′ 58″ O  | Etzen 38, Grabhügel | Fast rund, Dm. ca. 12 m und erhaltenen H. nach S 0,8 m. Im NO noch 0,2 m hoch. Kuppe abgeflacht und Rand im S schwach abgesetzt und läuft im O sowie N aus. Westlicher Rand durch Weg angeschnitten. | 28932461 | BW   |
| 53° 7′ 16″ N, 10° 10′ 40″ O | Etzen 43, Grabhügel | Annähernd rund, Dm. 7,5 m und H. nach S 0,4 m. Im O in das anschließende Wölbackerbeet übergehend. Rand nach S abgesetzt. Drei kopfgroße Steine.                                                     | 28932563 | BW   |
| 53° 6′ 20″ N, 10° 10′ 19″ O | Etzen 48, Grabhügel | Rund, Dm. 15 m; H. 1 m. Rand abgesetzt. In der Kuppe eine Mulde mit ca. Dm. 5 m. Eine Nordost-Südwest orientierte Fahrspur.                                                                          | 28932575 | BW   |
| 53° 7′ 14″ N, 10° 10′ 34″ O | Etzen 52, Grabhügel | Leicht oval, N-S orientiert, L. 10 m, Br. 6 m und H. ca. 0,5 m. Ca. 1/3 im westlichen Bereich abgepflügt. Eine Furche in N-S-Richtung und durch Mulden gestört. Einige Granitsteine ertastbar.       | 28932583 | BW   |
| 53° 8′ 25″ N, 10° 10′ 19″ O | Etzen 66, Grabhügel | Fast rund, Dm. 9 m und erhaltenen H. 0,5 m. Durch große flache Kuppenmulde gestört. Am SO-Rand einige Granitsteine.                                                                                  | 28932703 | BW   |
| 53° 7′ 31″ N, 10° 9′ 3″ O   | Etzen 67, Grabhügel | Fast rund, Dm. 9 m und H. ca. 0,8 m. Rand geht im W in den natürlichen Hang über, sonst schwach abgesetzt. Durch Tiergänge gestört.                                                                  | 28932705 | BW   |
| 53° 6′ 22″ N, 10° 10′ 9″ O  | Etzen 76, Grabhügel | Rund, Dm. 16 m und H. 1 m. Rand läuft aus. Am N- und S-Rand durch je eine O-W orientierte Schneise gestört. Einige bis kopfgroße Granitsteine und durch flache Mulden gestört.                       | 28932815 | BW   |

### Etzen 1
- ID:28932208
- Etwa 2,4 km südlich von Soderstorf liegt auf und am Südhang eine Grabhügelgruppe aus ehemals mindestens 47 Grabhügeln. Mehrzahl der erhaltenen Grabhügel ist rund, mit Dm. zwischen 5,5 und 21 m; vier größere Grabhügel sind oval. Die Höhen liegen zwischen 0,1 und 1,5 m. Die Dm. der ausgegrabenen Grabhügel betrugen zwischen 4 und 15 m, die H. zwischen 0,3 und 1,1 m. Die Hügel wurden in der Jungsteinzeit bis Eisenzeit genutzt.

| Lage                       | Bezeichnung | Beschreibung | ID       | Bild |
| -------------------------- | ----------- | --- | -------- | ---- |
| 53° 7′ 1″ N, 10° 8′ 46″ O  | Etzen 14    | Fast rund, Dm. ca. 7 m. H. kaum messbar. Einige bis faustgroße Granitsteine sichtbar. Lediglich als Bodenverfärbung erkennbar und überpflügt. | 28932329 | BW   |
| 53° 7′ 0″ N, 10° 8′ 46″ O  | Etzen 15    | Fast rund, Dm. ca. 7 m. H. kaum messbar. Wenige Granitsteine sichtbar. Lediglich als Bodenverfärbung erkennbar und überpflügt. | 28932331 | BW   |
| 53° 6′ 57″ N, 10° 8′ 42″ O | Etzen 16    | Rund, Dm. 16 m und H. 1,2 m. Rand abgesetzt. Am Nordost- und Südwest-Rand je ein großer Granitstein. | 28932333 | BW   |
| 53° 6′ 58″ N, 10° 8′ 43″ O | Etzen 17    | Fast rund, Dm. ca. 14 m und H. noch 0,1 m. Wenige kleine Granitsteine. Als Bodenverfärbung und schwache Bodenwelle erkennbar, aber überpflügt.                                                                                                   | 28932335 | BW   |
| 53° 6′ 57″ N, 10° 8′ 45″ O | Etzen 18    | Oval, Nord-Süd orientiert, L. 22 m; Br. 15 m; H. 1,2 m. Wenige Mulden und Pflanzfurchen. Rand abgesetzt. Am Südwest-Rand einige größere Granitsteine.                                                                                            | 28932337 | BW   |
| 53° 6′ 57″ N, 10° 8′ 46″ O | Etzen 19    | Rund, Dm. 12 m; H, 0,7 m. Rand auslaufend. Von flachen Pflanzfurchen überzogen und vereinzelte Granitsteine sind sichtbar. | 28932433 | BW   |
| 53° 6′ 57″ N, 10° 8′ 47″ O | Etzen 20    | Oval, O-W orientiert, L. 16 m; Br. 13 m; H. 1 m. Ca. 1/3 im N abgepflügt. Im S-Bereich alter Unterstand. Oberfläche weist einige Mulden und Pflanzfurchen auf.                                                                                   | 28932435 | BW   |
| 53° 6′ 57″ N, 10° 8′ 50″ O | Etzen 21    | Rund, Dm. 19,5 m; H. im Süden 1 m, im Norden 0,4 m. Nord-Rand angeschnitten. Einige Mulden und Pflanzfurchen. Rand abgesetzt. | 28932437 | BW   |
| 53° 6′ 55″ N, 10° 8′ 55″ O | Etzen 23    | Oval, Nord-Süd orientiert, L. 17 m; Br. 14,5 m; H. 1 m. Rand abgesetzt. Am Nordwest-Rand einige Granitsteine. Kuppe abgeflacht. | 28932441 | BW   |
| 53° 6′ 56″ N, 10° 8′ 48″ O | Etzen 24    | Fast rund, Dm. 20 m; H. 1,1 m. Oberfläche zergraben. Rand abgesetzt und in der Kuppe eine Mulde. Am Südwest-Rand alter Rodungshaufen mit Granitsteinen.                                                                                          | 28932443 | BW   |
| 53° 6′ 55″ N, 10° 8′ 49″ O | Etzen 25    | Fast rund, Dm. ca. 12 m und H. noch 0,1 m. Überpflügt und anhand Bodenverfärbung sowie flacher Bodenwelle im Gelände erkennbar. | 28932445 | BW   |
| 53° 6′ 51″ N, 10° 8′ 52″ O | Etzen 26    | Überpflügt und noch als schwache Bodenwelle erkennbar. | 28932447 | BW   |
| 53° 6′ 51″ N, 10° 8′ 55″ O | Etzen 27    | Überpflügt und noch als Bodenverfärbung erkennbar. | 28932449 | BW   |
| 53° 6′ 53″ N, 10° 9′ 2″ O  | Etzen 28    | Fast rund, Dm. 12,5 m; H. 0,8 m. Rand abgesetzt. Einige bis kopfgroße Granitsteine sichtbar. Flache Pflanzfurchen und Mulden. | 28932451 | BW   |
| 53° 6′ 54″ N, 10° 9′ 1″ O  | Etzen 29    | Fast rund, Dm. 13 m; H. 1 m. Im Nordnordost-Bereich durch Waldweg angeschnitten. Rand abgesetzt. Mulden und Pflanzfurchen. | 28932453 | BW   |
| 53° 6′ 55″ N, 10° 9′ 6″ O  | Etzen 30    | Fast rund, Dm. 18 m; H. 0,9 m. Mulden und Pflanzfurchen. Rand im Südosten abgesetzt, sonst auslaufend. | 28932455 | BW   |
| 53° 6′ 56″ N, 10° 9′ 8″ O  | Etzen 31    | Rund, Dm. 15 m; H. 0,9 m. Ost-Bereich von Waldweg angeschnitten. Mulden und Pflanzfurchen. Südwest-Rand auslaufend. | 28932457 | BW   |
| 53° 6′ 55″ N, 10° 9′ 9″ O  | Etzen 32    | Rund, Dm. 9 m; H. ca. 0,9 m. Rand abgesetzt. An Nord- und Ost-Seite etwas abgegraben. Im Südosten vom Acker leicht geschnitten. Im Südosten sic eine Eingrabung (L. 2 m; Br. 1 m; T. 1 m). Kopfgroße Steine liegen frei, besonders am Nord-Rand. | 28932459 | BW   |
| 53° 6′ 51″ N, 10° 8′ 59″ O | Etzen 68    | Überpflügt und noch als Bodenverfärbung erkennbar. | 28932707 | BW   |